# 拉法伊利夫卡
48°7′6″N 39°11′58″E / 48.11833°N 39.19944°E
拉法伊利夫卡（烏克蘭語：Рафайлівка）是位於烏克蘭東部的村莊，由盧甘斯克州羅韋尼基區的安特拉齊特市鎮負責管轄。該村始建於1830年，面積1.67平方公里，海拔高度276米，2001年人口1,117，人口密度每平方公里1.67人。